# Gianluca Ferrari
Gianluca Ferrari (Rosario, 30 giugno 1997) è un calciatore argentino di origini italiane, difensore dell'Atl. Tucumán.

## Caratteristiche tecniche
È un difensore centrale.

## Carriera
Nato a Rosario, si trasferisce in Italia insieme al fratello Franco, anch'esso calciatore professionista, firmando per lo Scandicci. Dopo una stagione in prestito al Latina, nel 2016 passa al Montecatini dove disputa una buona stagione in Serie D.
Rientrato in Argentina per questioni burocratiche, nel 2017 firma per il San Lorenzo che lo aggrega al settore giovanile.
Esordisce in prima squadra il 7 ottobre 2018 in occasione del match di Primera División perso 2-0 contro il Banfield.